# 李陞家族
李陞家族，是香港一個香港望族，是十九世紀末，香港財富最雄厚的家族。新會七堡嘉寧里人，1881年，李陞在香港納稅超越所有洋商，納稅總額躍居全港第一，納稅額相當於當時全港其他華商的總和。

## 家族成員

### 第一代
- 李陞，十九世紀末香港華人首富，李猷立（李達聰）和阮氏之孫，李惠德和吳氏之子，李陞的妻子分別是區氏，徐氏，凌氏（凌月仙），兩位林氏共五人，育有八個兒子。
- 李良
- 李节

### 第二代
- 李葆葵，MBE，JP，李陞之侄子，曾参与筹办香港大学及担任香港華人永遠墳場管理委員會創會委員，1959年獲MBE。[1]
- 李茂之，李陞的侄子，中华民国临时政府总统府秘书
- 李鸿材，东华医院主席，李陞之侄子
- 李贤耀，李陞的堂侄子，1920年任东华医院主席。
- 李颂清，JP，李陞的堂孙，1953年任保良局总理。
- 李賢佐，李陞長子，妻張氏，江蘇補用遺，子二
- 李賢信，李陞次子，妻曹氏、孔氏，按察使司知事
- 李賢仕，即李紀堂，號寶倫，李陞之第三子。妻朱氏，興中會成員。子三
- 李賢儷，李陞四子，妻潘氏，邑庠生，子十二。
- 李賢偉，李陞五子，妻郭氏，子一
- 李賢偕，李陞六子，妻黃氏，子三，廣東大官
- 李賢傑，李陞七子，妻張氏，子二
- 李寶椿，李陞八子，妻黃氏，育有九子八女。
- 李寶龍
- 李寶麟，李陞女兒，婿岑日初

### 第三代
- 李寶椿之庶子李思正
- 李世華，（1916-1975年12月16日）李陞長孫
- 李寶椿之長子李兆松
- 李寶椿之次子李兆鏗，妻司徒少嫻
- 李寶椿之三子李兆漳 (兆禧)
- 李寶椿之四子李兆鏘，妻楊秀珍
- 李寶椿之五子李兆輝，妻羅意玲
- 李寶椿之六子李兆泰, 妻馮錦霞
- 李寶椿之七子李兆增，妻張碧梧
- 李寶椿之八子李兆堃
- 李寶椿之九子李兆滔

### 著名家族資產
- 景賢里
- 高陞戲院
- 李陞街
- 高陞街
- 松秀東街
- 松秀西街
- 李寶椿大廈
- 李節街

1. ↑  上半山．下中環：一個城區的蛻變 （页面存档备份，存于）Google Books，2017年7月13日